# Martin Reichel
Martin Bernhard Reichel (ur. 6 listopada 1963 w Akwizgranie) – niemiecki okulista; specjalista genetyki okulistycznej i schorzeń siatkówki (retinolog); mikrochirurg witreoretinalny (szklistkowo-siatkówkowy), profesor Uniwersytetu w Lipsku.

## Życiorys
W rodzinnym Akwizgranie uczęszczał do Domsingschule (1970–1974) oraz Bischöfliches Pius Gymnasium (1974–1983). Roczną służbę wojskową odbył w Deutsche Marine (1983–1984). Studia medyczne w latach 1984–1990 odbywał w Université de Rouen, Uniwersytecie Tuluza III - Paul Sabatier oraz na Uniwersytecie w Bonn. Roczną, lekarską praktykę podyplomową odbywał w amerykańskim Northwestern University w Chicago, w szpitalu kantonalnym w szwajcarskim St. Gallen oraz w klinice Rheinisch Westfälisch Technischen Hochschule (RWTH) w rodzinnym Akwizgranie, gdzie w 1991 zdał państwowe egzaminy lekarskie. Następnie został zatrudniony jako asystent naukowy na oddziale neuropatologii w Uniwersytecie Zuryskim, gdzie w 1993 obronił doktorat. W okresie 1993–1994 był asystentem w klinice okulistyki Uniwersytetu w Bonn, a później stypendystą w instytucie okulistyki University College London oraz londyńskim Moorfields Eye Hospital (1994–1996). W 1997 związał się z kliniką okulistyki Uniwersytetu w Lipsku, gdzie w roku 2000 uzyskał habilitację, a w 2006 pozaprogramową profesurę (niem. Außerplanmäßige Professur). Od 2002 pracuje także w klinice okulistyki w Konstancji.
W pracy badawczej i klinicznej zajmuje się głównie genetyką okulistyczną oraz schorzeniami siatkówki i chirurgią witreoretinalną. Autor i współautor licznych artykułów publikowanych w wiodących recenzowanych czasopismach okulistycznych, m.in. w „British Journal of Ophthalmology", „Nature Genetics", „Investigative Ophthalmology & Visual Science" oraz „Graefe's Archive for Clinical and Experimental Ophthalmology".
Jest członkiem m.in. Association for Research in Vision and Ophthalmology (ARVO), American Acedemy of Ophthalmology, Schweizer Ophthalmologische Gesellschaft (SOG), European Vitreoretinal Society (EVRS), Deutsche Ophthalmologische Gesellschaft (Niemieckiego Towarzystwa Okulistycznego) oraz Deutsche Retinologische Gesellschaft (Niemieckiego Towarzystwa Retinologicznego).
Żonaty z lekarką Christiane Reichel, z którą ma sześcioro dzieci. Mieszka w Konstancji.